# BDO World Darts Championship
Die BDO World Darts Championship, auch bekannt unter den Sponsorennamen Embassy World Darts Championship und bis 2018 Lakeside World Professional Darts Championship war eine der Weltmeisterschaften im Darts, welche von der British Darts Organisation (BDO) organisiert wurde. Bis 1993 war sie die einzige anerkannte Weltmeisterschaft im Steel-Darts. Ab 1994 war sie eine der beiden World Professional Darts Championships, die jährlich stattfinden. Nach der Insolvenz der BDO findet das Turnier seit 2022 unter der Schirmherrschaft der World Darts Federation (WDF) statt.
Die BDO World Darts Championship fanden größtenteils im Januar statt. In seltenen Ausnahmen begann das Turnier auch schon im Dezember des Vorjahres. Das Turnier fand bei der Erstaustragung 1978 im Heart of the Midlands Club in Nottingham statt. Zwischen 1979 und 1985 wurde das Turnier dann im Jollees Cabaret Club in Stoke-on-Trent abgehalten, bevor man bis 2019 im Lakeside Country Club in Frimley Green, Surrey, spielte. Die letztmalige Austragung fand in der O2-Arena in London statt.
Mit insgesamt 5 Weltmeistertiteln ist der Engländer Eric Bristow Rekordweltmeister der BDO. Der letzte BDO-Weltmeister bei den Herren ist der Waliser Wayne Warren.

## Höhepunkte
1983 schlug Keith Deller, ein damals 23-jähriger Qualifikant aus Ipswich, im Hauptfeld die drei höchstplatzierten Spieler der Weltrangliste, darunter Eric Bristow, und sorgte damit für eine der größten Überraschungen in der Geschichte des Darts.
1990 erzielte der Singapurer Paul Lim, der damals die USA vertrat, da sein Geburtsland noch kein Mitglied der World Darts Federation (WDF) war, in der zweiten Runde gegen den Iren Jack McKenna das einzige Nine dart finish des Turniers und erhielt dafür ein Bonuspreisgeld von 52.000 £, was mehr war, als der spätere Turniersieger Phil Taylor erhielt.
Die Final-Spiele der Jahre 1992, 1998 und 1999 gingen alle in eine Verlängerung, nachdem es 5:5 in Sätzen und 2:2 in Legs gestanden hatte. 1992 besiegte Phil Taylor Mike Gregory in einem Sudden Death-Leg, nachdem bis zum Stand von 5:5 in den Legs des letzten Satzes niemand mit zwei Legs Vorsprung geführt hatte. 1998 besiegte Raymond van Barneveld Richie Burnett im entscheidenden Satz mit 4:2 in den Legs. Van Barneveld wiederholte dann im folgenden Jahr gegen Ronnie Baxter denselben Endstand.
Im Finale 2007 hatte Martin Adams 6 Sätze Vorsprung. Nach einer Erholungspause antwortete Phill Nixon mit dem Gewinn der nächsten 6 aufeinanderfolgenden Sätze. Adams hielt die Nerven und gewann den 13. und entscheidenden Satz, um den Titel zu gewinnen, der ihm 14 Jahre lang verwehrt blieb.
Im Jahr 2019 wurde Glen Durrant nach Eric Bristow zwischen 1984 und 1986 der zweite Spieler, der drei aufeinanderfolgende BDO-Weltmeistertitel der Männer gewann, während Mikuru Suzuki die erste asiatische Dartweltmeisterin wurde. Wayne Warren wurde 2020 der älteste Spieler, der jemals einen Weltmeistertitel gewann. Es war auch die letzte World Darts Championship, die von der BDO vor dem Zusammenbruch des Verbands organisiert wurde. Die World Darts Federation kündigte Pläne zur Einführung der WDF-Weltmeisterschaft an.

## Herrenturnier

### Finalergebnisse
| Jahr | Sieger                    | Average | Score       | Zweitplatzierter      | Average | Preisgeld | Preisgeld | Preisgeld | Austragungsort                               | Sponsor               |
| Jahr | Sieger                    | Average | Score       | Zweitplatzierter      | Average | Total     | Sieger    | Zweiter   | Austragungsort                               | Sponsor               |
| ---- | ------------------------- | ------- | ----------- | --------------------- | ------- | --------- | --------- | --------- | -------------------------------------------- | --------------------- |
| 1978 | Leighton Rees             | 92,40   | 11:7 (Legs) | John Lowe             | 89,40   | £ 10.500  | £ 3.000   | £ 1.700   | Heart of the Midlands Club, Nottingham       | Embassy               |
| 1979 | John Lowe                 | 87,42   | 5:0 (Sätze) | Leighton Rees         | 76,62   | £ 15.000  | £ 4.500   | £ 2.000   | Jollees, Stoke-on-Trent                      | Embassy               |
| 1980 | Eric Bristow              | 88,10   | 5:3         | Bobby George          | 86,49   | £ 15.000  | £ 4.500   | £ 2.000   | Jollees, Stoke-on-Trent                      | Embassy               |
| 1981 | Eric Bristow (2)          | 86,10   | 5:3         | John Lowe             | 81,00   | £ 23,300  | £ 5.500   | £ 2.500   | Jollees, Stoke-on-Trent                      | Embassy               |
| 1982 | Jocky Wilson              | 88,10   | 5:3         | John Lowe             | 84,30   | £ 28.000  | £ 6.500   | £ 3.000   | Jollees, Stoke-on-Trent                      | Embassy               |
| 1983 | Keith Deller              | 90,00   | 6:5         | Eric Bristow          | 93,90   | £ 33,050  | £ 8.000   | £ 3.500   | Jollees, Stoke-on-Trent                      | Embassy               |
| 1984 | Eric Bristow (3)          | 97,50   | 7:1         | Dave Whitcombe        | 90,60   | £ 38.500  | £ 9.000   | £ 4.000   | Jollees, Stoke-on-Trent                      | Embassy               |
| 1985 | Eric Bristow (4)          | 97,50   | 6:2         | John Lowe             | 93,12   | £ 43.000  | £ 10.000  | £ 5.000   | Jollees, Stoke-on-Trent                      | Embassy               |
| 1986 | Eric Bristow (5)          | 94,47   | 6:0         | Dave Whitcombe        | 90,45   | £ 52.500  | £ 12.000  | £ 6.000   | Lakeside Country Club, Frimley Green, Surrey | Embassy               |
| 1987 | John Lowe (2)             | 90,63   | 6:4         | Eric Bristow          | 94,29   | £ 60,300  | £ 14.000  | £ 7.000   | Lakeside Country Club, Frimley Green, Surrey | Embassy               |
| 1988 | Bob Anderson              | 92,70   | 6:4         | John Lowe             | 92,07   | £ 71,600  | £ 16.000  | £ 8.000   | Lakeside Country Club, Frimley Green, Surrey | Embassy               |
| 1989 | Jocky Wilson (2)          | 94,32   | 6:4         | Eric Bristow          | 90,66   | £ 86,900  | £ 20.000  | £ 10.000  | Lakeside Country Club, Frimley Green, Surrey | Embassy               |
| 1990 | Phil Taylor               | 97,47   | 6:1         | Eric Bristow          | 93,00   | £ 153.200 | £ 24.000  | £ 12.000  | Lakeside Country Club, Frimley Green, Surrey | Embassy               |
| 1991 | Dennis Priestley          | 92,57   | 6:0         | Eric Bristow          | 84,15   | £ 110.500 | £ 26.000  | £ 13.000  | Lakeside Country Club, Frimley Green, Surrey | Embassy               |
| 1992 | Phil Taylor (2)           | 97,58   | 6:5         | Mike Gregory          | 94,42   | £ 119.500 | £ 28.000  | £ 14.000  | Lakeside Country Club, Frimley Green, Surrey | Embassy               |
| 1993 | John Lowe (3)             | 83,97   | 6:3         | Alan Warriner         | 82,32   | £ 128.500 | £ 30.000  | £ 15.000  | Lakeside Country Club, Frimley Green, Surrey | Embassy               |
| 1994 | John Part                 | 82,44   | 6:0         | Bobby George          | 80,31   | £ 136,100 | £ 32.000  | £ 16.000  | Lakeside Country Club, Frimley Green, Surrey | Embassy               |
| 1995 | Richie Burnett            | 93,63   | 6:3         | Raymond van Barneveld | 91,23   | £ 143.000 | £ 34.000  | £ 17.000  | Lakeside Country Club, Frimley Green, Surrey | Embassy               |
| 1996 | Steve Beaton              | 90,27   | 6:3         | Richie Burnett        | 88,05   | £ 150.000 | £ 36.000  | £ 18.000  | Lakeside Country Club, Frimley Green, Surrey | Embassy               |
| 1997 | Les Wallace               | 92,19   | 6:3         | Marshall James        | 92,01   | £ 158.000 | £ 38.000  | £ 19.000  | Lakeside Country Club, Frimley Green, Surrey | Embassy               |
| 1998 | Raymond van Barneveld     | 93,96   | 6:5         | Richie Burnett        | 97,14   | £ 166.000 | £ 40.000  | £ 20.000  | Lakeside Country Club, Frimley Green, Surrey | Embassy               |
| 1999 | Raymond van Barneveld (2) | 94,35   | 6:5         | Ronnie Baxter         | 94,65   | £ 174.000 | £ 42.000  | £ 21.000  | Lakeside Country Club, Frimley Green, Surrey | Embassy               |
| 2000 | Ted Hankey                | 92,40   | 6:0         | Ronnie Baxter         | 88,35   | £ 182.000 | £ 44.000  | £ 22.000  | Lakeside Country Club, Frimley Green, Surrey | Embassy               |
| 2001 | John Walton               | 95,55   | 6:2         | Ted Hankey            | 94,86   | £ 189.000 | £ 46.000  | £ 23.000  | Lakeside Country Club, Frimley Green, Surrey | Embassy               |
| 2002 | Tony David                | 93,57   | 6:4         | Mervyn King           | 89,67   | £ 197.000 | £ 48.000  | £ 24.000  | Lakeside Country Club, Frimley Green, Surrey | Embassy               |
| 2003 | Raymond van Barneveld (3) | 94,86   | 6:3         | Ritchie Davies        | 90,66   | £ 205.000 | £ 50.000  | £ 25.000  | Lakeside Country Club, Frimley Green, Surrey | Embassy               |
| 2004 | Andy Fordham              | 97,08   | 6:3         | Mervyn King           | 91,02   | £ 201.000 | £ 50.000  | £ 25.000  | Lakeside Country Club, Frimley Green, Surrey | Lakeside Country Club |
| 2005 | Raymond van Barneveld (4) | 96,78   | 6:2         | Martin Adams          | 91,35   | £ 201.000 | £ 50.000  | £ 25.000  | Lakeside Country Club, Frimley Green, Surrey | Lakeside Country Club |
| 2006 | Jelle Klaasen             | 90,42   | 7:5         | Raymond van Barneveld | 93,06   | £ 211.000 | £ 60.000  | £ 25.000  | Lakeside Country Club, Frimley Green, Surrey | Lakeside Country Club |
| 2007 | Martin Adams              | 90,30   | 7:6         | Phill Nixon           | 87,09   | £ 226.000 | £ 70.000  | £ 30.000  | Lakeside Country Club, Frimley Green, Surrey | Lakeside Country Club |
| 2008 | Mark Webster              | 92,07   | 7:5         | Simon Whitlock        | 93,92   | £ 246.000 | £ 85.000  | £ 30.000  | Lakeside Country Club, Frimley Green, Surrey | Lakeside Country Club |
| 2009 | Ted Hankey (2)            | 91,46   | 7:6         | Tony O’Shea           | 90,54   | £ 256.000 | £ 95.000  | £ 30.000  | Lakeside Country Club, Frimley Green, Surrey | Lakeside Country Club |
| 2010 | Martin Adams (2)          | 95,01   | 7:5         | Dave Chisnall         | 93,42   | £ 261.000 | £ 100.000 | £ 30.000  | Lakeside Country Club, Frimley Green, Surrey | Lakeside Country Club |
| 2011 | Martin Adams (3)          | 92,13   | 7:5         | Dean Winstanley       | 89,08   | £ 261.000 | £ 100.000 | £ 30.000  | Lakeside Country Club, Frimley Green, Surrey | Lakeside Country Club |
| 2012 | Christian Kist            | 90,00   | 7:5         | Tony O’Shea           | 87,78   | £ 258.000 | £ 100.000 | £ 30.000  | Lakeside Country Club, Frimley Green, Surrey | Lakeside Country Club |
| 2013 | Scott Waites              | 86,43   | 7:1         | Tony O’Shea           | 81,90   | £ 261.000 | £ 100.000 | £ 30.000  | Lakeside Country Club, Frimley Green, Surrey | Lakeside Country Club |
| 2014 | Stephen Bunting           | 96,18   | 7:4         | Alan Norris           | 92,19   | £ 300.000 | £ 100.000 | £ 35.000  | Lakeside Country Club, Frimley Green, Surrey | Lakeside Country Club |
| 2015 | Scott Mitchell            | 92,61   | 7:6         | Martin Adams          | 92,55   | £ 300.000 | £ 100.000 | £ 35.000  | Lakeside Country Club, Frimley Green, Surrey | Lakeside Country Club |
| 2016 | Scott Waites (2)          | 87,54   | 7:1         | Jeff Smith            | 84,99   | £ 300.000 | £ 100.000 | £ 35.000  | Lakeside Country Club, Frimley Green, Surrey | Lakeside Country Club |
| 2017 | Glen Durrant              | 93,48   | 7:3         | Danny Noppert         | 93,30   | £ 300.000 | £ 100.000 | £ 35.000  | Lakeside Country Club, Frimley Green, Surrey | Lakeside Country Club |
| 2018 | Glen Durrant (2)          | 93,97   | 7:6         | Mark McGeeney         | 86,31   | £ 300.000 | £ 100.000 | £ 35.000  | Lakeside Country Club, Frimley Green, Surrey | Lakeside Country Club |
| 2019 | Glen Durrant (3)          | 95,19   | 7:3         | Scott Waites          | 91,38   | £ 300.000 | £ 100.000 | £ 35.000  | Lakeside Country Club, Frimley Green, Surrey | Lakeside Country Club |
| 2020 | Wayne Warren              | 93,72   | 7:4         | Jim Williams          | 94,53   | £ 127.000 | £ 23.000  | £ 10.000  | Indigo at The O2, London                     | BDO                   |

### Statistiken

#### Teilnehmer nach Nationalität
| Jahr | AUS | BEL | BRU | DEN | GER | ENG | FIN | FRA | GRE | IRL | JPN | CAN | LVA | LTU | NED | NZL | NIR | NOR | AUT | PNG | POL | ROU | SCO | SWE | SRB | SIN | CZE | TUR | USA | WAL | ∑  |
| ---- | --- | --- | --- | --- | --- | --- | --- | --- | --- | --- | --- | --- | --- | --- | --- | --- | --- | --- | --- | --- | --- | --- | --- | --- | --- | --- | --- | --- | --- | --- | -- |
| 2020 | 1   | 2   |     |     | 1   | 15  |     | 1   |     | 1   |     | 1   |     |     | 7   | 1   |     |     |     |     | 1   | 1   | 3   | 1   |     |     |     |     | 1   | 3   | 40 |
| 2019 | 2   | 2   |     | 1   | 1   | 15  |     |     |     |     |     | 1   |     |     | 6   | 1   | 1   |     |     |     | 1   |     | 2   |     | 1   |     |     |     | 1   | 5   | 40 |
| 2018 | 1   | 2   | 1   |     | 1   | 11  |     |     |     |     |     | 1   |     | 1   | 7   | 1   | 2   |     |     |     |     |     | 2   | 1   |     |     |     | 1   | 1   | 7   | 40 |
| 2017 | 1   | 3   |     |     |     | 16  |     |     |     |     | 1   | 2   |     | 1   | 6   | 2   |     |     |     |     | 1   |     | 1   | 1   |     |     |     |     | 1   | 4   | 40 |
| 2016 | 1   | 1   |     |     |     | 18  |     |     | 1   |     | 1   | 2   | 1   | 1   | 6   | 1   |     |     |     |     |     |     | 2   | 1   |     |     |     |     | 1   | 3   | 40 |
| 2015 | 1   | 2   |     |     |     | 17  |     |     |     |     | 1   | 2   | 1   | 1   | 7   | 1   |     |     |     |     |     |     | 2   | 2   |     |     | 1   |     | 1   | 1   | 40 |
| 2014 | 1   | 1   |     |     |     | 19  |     |     | 1   | 1   | 1   | 1   | 1   |     | 9   | 1   |     |     |     |     |     |     | 1   |     |     |     | 1   |     | 1   | 1   | 40 |
| 2013 |     | 1   |     |     |     | 18  |     |     |     | 1   |     |     |     |     | 7   |     |     | 1   |     |     |     |     | 3   |     |     |     |     |     |     | 1   | 32 |
| 2012 |     | 1   |     |     |     | 20  |     |     |     |     |     |     |     |     | 8   |     |     |     |     |     |     |     | 2   |     |     |     |     |     |     | 1   | 32 |
| 2011 |     |     |     |     | 1   | 24  |     |     |     |     |     |     |     |     | 3   |     |     |     |     |     |     |     | 3   |     |     |     |     |     |     | 1   | 32 |
| 2010 | 1   |     |     |     |     | 20  |     |     |     | 1   |     |     |     |     | 3   |     | 1   | 1   |     |     |     |     | 4   |     |     |     |     |     |     | 1   | 32 |
| 2009 | 2   |     |     |     |     | 16  |     |     |     |     |     |     |     |     | 3   |     | 1   | 1   |     |     | 1   |     | 3   | 1   |     |     |     |     |     | 4   | 32 |
| 2008 | 2   |     |     |     |     | 17  |     |     |     |     |     | 1   |     |     | 6   |     |     |     |     |     |     |     | 4   |     |     |     |     |     |     | 2   | 32 |
| 2007 | 1   |     |     | 1   |     | 17  |     |     |     |     |     |     |     |     | 7   |     |     |     |     |     |     |     | 3   | 1   |     |     |     |     |     | 2   | 32 |
| 2006 | 1   |     |     | 2   |     | 16  | 1   |     |     | 1   |     |     |     |     | 7   |     |     |     |     |     |     |     | 4   |     |     |     |     |     |     |     | 32 |
| 2005 | 2   |     |     |     |     | 16  | 2   |     |     |     |     |     |     |     | 5   |     |     | 1   |     |     |     |     | 4   |     |     |     |     |     | 1   | 1   | 32 |
| 2004 | 2   |     |     |     |     | 18  | 1   |     |     |     |     |     |     |     | 5   | 1   |     | 1   |     |     |     |     | 3   |     |     |     |     |     |     | 1   | 32 |
| 2003 | 1   | 1   |     | 1   |     | 15  | 1   |     |     |     |     |     |     |     | 4   | 1   |     | 1   |     |     |     |     | 3   | 1   |     |     |     |     |     | 3   | 32 |
| 2002 | 2   | 1   |     |     | 1   | 15  | 2   |     |     |     |     |     |     |     | 3   |     |     |     | 1   |     |     |     | 4   | 2   |     |     |     |     |     | 1   | 32 |
| 2001 | 2   | 1   |     |     |     | 22  | 1   |     |     |     |     |     |     |     | 2   |     | 1   |     |     |     |     |     | 1   |     |     |     |     |     |     | 2   | 32 |
| 2000 | 2   |     |     |     |     | 22  |     |     |     |     |     |     |     |     | 2   |     |     |     |     |     |     |     | 3   |     |     |     |     |     | 1   | 2   | 32 |
| 1999 | 2   | 1   |     |     |     | 18  |     |     |     |     |     |     |     |     | 3   |     |     |     |     |     |     |     | 3   |     |     |     |     |     | 1   | 4   | 32 |
| 1998 | 2   | 1   |     |     |     | 16  |     |     |     |     |     |     |     |     | 4   |     | 1   |     |     |     |     |     | 3   |     |     |     |     |     | 1   | 4   | 32 |
| 1997 | 2   | 2   |     |     |     | 15  |     |     |     | 1   |     | 1   |     |     | 2   |     | 1   |     |     |     |     |     | 3   |     |     |     |     |     | 1   | 4   | 32 |
| 1996 | 2   | 2   |     | 1   | 1   | 13  |     |     |     |     |     | 1   |     |     | 3   |     | 2   |     |     |     |     |     | 3   |     |     |     |     |     | 1   | 3   | 32 |
| 1995 | 2   | 2   |     | 1   |     | 15  |     |     |     | 1   |     | 2   |     |     | 2   |     |     |     |     |     |     |     | 4   | 1   |     |     |     |     |     | 2   | 32 |
| 1994 | 2   | 1   |     | 3   |     | 12  |     |     |     |     |     | 1   |     |     | 1   |     |     |     |     |     |     |     | 4   | 1   |     | 1   |     |     | 2   | 4   | 32 |
| 1993 | 2   |     |     | 2   | 1   | 15  |     |     |     | 1   |     | 1   |     |     | 1   | 1   | 1   |     |     |     |     |     | 3   |     |     |     |     |     | 2   | 2   | 32 |
| 1992 | 2   | 1   |     | 2   |     | 14  | 1   |     |     |     |     | 1   |     |     | 1   |     |     | 1   |     |     |     |     | 3   | 2   |     | 1   |     |     | 1   | 2   | 32 |
| 1991 | 2   | 1   |     | 1   |     | 13  | 1   |     |     |     |     | 2   |     |     | 1   |     |     | 1   |     |     |     |     | 3   | 1   |     | 1   |     |     | 1   | 4   | 32 |
| 1990 | 2   | 1   |     | 2   |     | 13  | 1   |     |     | 1   |     | 2   |     |     | 1   |     | 1   |     |     |     |     |     | 3   | 1   |     | 1   |     |     | 1   | 2   | 32 |
| 1989 | 2   | 1   |     |     |     | 14  | 1   |     |     |     |     | 2   |     |     | 1   |     | 1   |     |     |     |     |     | 3   | 2   |     | 1   |     |     | 2   | 2   | 32 |
| 1988 | 3   | 1   |     |     |     | 12  | 1   |     |     |     |     | 2   |     |     | 1   |     | 2   |     |     |     |     |     | 2   | 3   |     | 1   |     |     | 2   | 2   | 32 |
| 1987 | 2   | 1   |     |     |     | 12  | 2   |     |     |     |     | 2   |     |     |     |     | 1   |     |     |     |     |     | 3   | 1   |     | 1   |     |     | 2   | 5   | 32 |
| 1986 | 2   | 1   |     |     |     | 12  | 2   |     |     |     |     | 2   |     |     |     |     | 2   |     |     |     |     |     | 3   | 1   |     | 1   |     |     | 2   | 4   | 32 |
| 1985 | 2   | 2   |     |     |     | 13  | 2   |     |     |     |     | 2   |     |     |     |     | 2   |     |     |     |     |     | 2   | 1   |     | 1   |     |     | 2   | 3   | 32 |
| 1984 | 3   | 1   |     | 1   |     | 12  | 1   |     |     | 1   |     | 2   |     |     |     |     | 1   |     |     |     |     |     | 2   | 1   |     | 1   |     |     | 2   | 4   | 32 |
| 1983 | 2   | 1   |     | 1   |     | 11  |     |     |     |     |     | 1   |     |     |     |     | 1   |     |     |     |     |     | 3   | 1   |     | 1   |     |     | 4   | 6   | 32 |
| 1982 | 3   | 1   |     | 1   |     | 11  |     |     |     |     |     | 2   |     |     |     | 1   | 1   |     |     | 1   |     |     | 4   | 1   |     |     |     |     | 4   | 2   | 32 |
| 1981 | 3   | 1   |     | 1   |     | 12  |     |     |     |     |     | 2   |     |     |     | 1   | 1   |     |     |     |     |     | 4   | 1   |     |     |     |     | 3   | 4   | 33 |
| 1980 | 2   |     |     |     |     | 11  |     |     |     |     |     | 1   |     |     |     |     |     |     |     |     |     |     | 3   | 1   |     |     |     |     | 3   | 3   | 24 |
| 1979 | 2   |     |     |     |     | 10  |     |     |     | 1   |     |     |     |     |     |     | 1   |     |     |     |     |     | 2   | 1   |     |     |     |     | 3   | 4   | 24 |
| 1978 | 2   |     |     |     |     | 4   |     |     |     | 1   |     | 1   |     |     |     |     |     |     |     |     |     |     | 2   | 2   |     |     |     |     | 2   | 2   | 16 |

#### Finalisten
| Spieler               | Titel | Finalniederlagen |
| --------------------- | ----- | ---------------- |
| Eric Bristow          | 5     | 5                |
| Raymond van Barneveld | 4     | 2                |
| John Lowe             | 3     | 5                |
| Martin Adams          | 3     | 2                |
| Glen Durrant          | 3     | 0                |
| Scott Waites          | 2     | 1                |
| Ted Hankey            | 2     | 1                |
| Phil Taylor           | 2     | 0                |
| Jocky Wilson          | 2     | 0                |
| Richie Burnett        | 1     | 2                |
| Leighton Rees         | 1     | 1                |
| Wayne Warren          | 1     | 0                |
| Stephen Bunting       | 1     | 0                |
| Scott Mitchell        | 1     | 0                |
| Christian Kist        | 1     | 0                |
| Mark Webster          | 1     | 0                |
| Keith Deller          | 1     | 0                |
| Jelle Klaasen         | 1     | 0                |
| Andy Fordham          | 1     | 0                |
| Tony David            | 1     | 0                |
| John Walton           | 1     | 0                |
| Les Wallace           | 1     | 0                |
| Steve Beaton          | 1     | 0                |
| John Part             | 1     | 0                |
| Dennis Priestley      | 1     | 0                |
| Bob Anderson          | 1     | 0                |
| Tony O’Shea           | 0     | 3                |
| Ronnie Baxter         | 0     | 2                |
| Mervyn King           | 0     | 2                |
| Dave Whitcombe        | 0     | 2                |
| Bobby George          | 0     | 2                |
| Alan Norris           | 0     | 1                |
| Dave Chisnall         | 0     | 1                |
| Dean Winstanley       | 0     | 1                |
| Ritchie Davies        | 0     | 1                |
| Simon Whitlock        | 0     | 1                |
| Phill Nixon           | 0     | 1                |
| Marshall James        | 0     | 1                |
| Mike Gregory          | 0     | 1                |
| Alan Warriner         | 0     | 1                |
| Jeff Smith            | 0     | 1                |
| Danny Noppert         | 0     | 1                |
| Mark McGeeney         | 0     | 1                |
| Jim Williams          | 0     | 1                |

##### Weltmeister nach Land
| Land        | Spieler | Titel | Erster Titel | Letzter Titel |
| ----------- | ------- | ----- | ------------ | ------------- |
| England     | 15      | 28    | 1979         | 2019          |
| Wales       | 4       | 4     | 1978         | 2020          |
| Niederlande | 3       | 6     | 1998         | 2012          |
| Schottland  | 2       | 3     | 1982         | 1997          |
| Kanada      | 1       | 1     | 1994         | 1994          |
| Australien  | 1       | 1     | 2002         | 2002          |

#### Nine dart finishes
| Spieler  | Jahr, Runde        | Weg                             | Gegner       | Endergebnis |
| -------- | ------------------ | ------------------------------- | ------------ | ----------- |
| Paul Lim | 1990, Achtelfinale | 3 × T20; 3 × T20; T20, T19, D12 | Jack McKenna | 3:2         |

#### Averages
Seit der Abspaltung der PDC gab es viele Diskussionen über den Wert von Erfolgen in der jeweiligen Organisation. Die Debatte konzentriert sich oft auf die Drei-Dart-Averages von Spielern in Partien.
Seit Beginn der BDO World Championship im Jahr 1978 hat es 21 Mal einen Average von über 100 gegeben. Keith Deller war der erste Spieler, der im Viertelfinale 1985 gegen John Lowe einen Durchschnitt von 100 erreichte, obwohl er das Spiel verlor. Erst mit Phil Taylor schaffte im Jahr 1990 im Halbfinale ein anderer Spieler einen Durchschnitt von mehr als 100. Raymond van Barneveld ist das Kunststück sechsmal gelungen.
| Zehn höchste Averages in einem Spiel | Zehn höchste Averages in einem Spiel | Zehn höchste Averages in einem Spiel | Zehn höchste Averages in einem Spiel | Zehn höchste Averages in einem Spiel |
| Average                              | Spieler                              | Jahr, Runde                          | Gegner                               | Endergebnis                          |
| ------------------------------------ | ------------------------------------ | ------------------------------------ | ------------------------------------ | ------------------------------------ |
| 103,83                               | Raymond van Barneveld                | 2002, Viertelfinale                  | John Walton                          | 5:1                                  |
| 102,63                               | Dennis Priestley                     | 1993, 1. Runde                       | Jocky Wilson                         | 3:0                                  |
| 101,67                               | Mervyn King                          | 2002, Viertelfinale                  | Raymond van Barneveld                | 5:3                                  |
| 101,55                               | Ted Hankey                           | 1998, 1. Runde                       | Wayne Weening                        | 3:0                                  |
| 101,40                               | Marko Pusa                           | 2001, Achtelfinale                   | Jez Porter                           | 3:1                                  |
| 101,28                               | Martin Adams                         | 2002, Viertelfinale                  | Wayne Jones                          | 5:1                                  |
| 101,10                               | Raymond van Barneveld                | 2002, Viertelfinale                  | Mervyn King                          | 3:5                                  |
| 100,92                               | Raymond van Barneveld                | 2005, Achtelfinale                   | Mike Veitch                          | 3:1                                  |
| 100,92                               | Glen Durrant                         | 2018, Viertelfinale                  | Jim Williams                         | 5:4                                  |
| 100,83                               | Raymond van Barneveld                | 2002, 1. Runde                       | Bobby George                         | 3:1                                  |

| Fünf höchste Averages eines Verlierers | Fünf höchste Averages eines Verlierers | Fünf höchste Averages eines Verlierers | Fünf höchste Averages eines Verlierers | Fünf höchste Averages eines Verlierers |
| Average                                | Spieler                                | Jahr, Runde                            | Gegner                                 | Endergebnis                            |
| -------------------------------------- | -------------------------------------- | -------------------------------------- | -------------------------------------- | -------------------------------------- |
| 101,10                                 | Raymond van Barneveld                  | 2002, Viertelfinale                    | Mervyn King                            | 3:5                                    |
| 100,29                                 | Keith Deller                           | 1985, Viertelfinale                    | John Lowe                              | 2:4                                    |
| 99,87                                  | Glen Durrant                           | 2015, Halbfinale                       | Martin Adams                           | 5:6                                    |
| 99,57                                  | Karel Sedláček                         | 2015, 1. Runde                         | Glen Durrant                           | 1:3                                    |
| 99,45                                  | Robbie Widdows                         | 1999, 1. Runde                         | Kevin Painter                          | 0:3                                    |

| Alle Spieler mit mindestens einem 100+-Average | Alle Spieler mit mindestens einem 100+-Average | Alle Spieler mit mindestens einem 100+-Average | Alle Spieler mit mindestens einem 100+-Average |
| Spieler                                        | Anzahl                                         | Höchster Av.                                   | Jahr, Runde                                    |
| ---------------------------------------------- | ---------------------------------------------- | ---------------------------------------------- | ---------------------------------------------- |
| Raymond van Barneveld                          | 6                                              | 103,83                                         | 2004, Viertelfinale                            |
| Martin Adams                                   | 3                                              | 101,28                                         | 2002, Viertelfinale                            |
| Ted Hankey                                     | 2                                              | 101,55                                         | 1998, 1. Runde                                 |
| Dennis Priestley                               | 1                                              | 102,63                                         | 1993, 1. Runde                                 |
| Mervyn King                                    | 1                                              | 101,67                                         | 2002, Viertelfinale                            |
| Marko Pusa                                     | 1                                              | 101,40                                         | 2001, Achtelfinale                             |
| Glen Durrant                                   | 1                                              | 100,92                                         | 2018, Viertelfinale                            |
| Phil Taylor                                    | 1                                              | 100,80                                         | 1990, Halbfinale                               |
| Darryl Fitton                                  | 1                                              | 100,71                                         | 2008, Achtelfinale                             |
| Stephen Bunting                                | 1                                              | 100,65                                         | 2001, Achtelfinale                             |
| John Walton                                    | 1                                              | 100,62                                         | 2001,1. Runde                                  |
| Keith Deller                                   | 1                                              | 100,29                                         | 1985, Viertelfinale                            |
| Chris Mason                                    | 1                                              | 100,02                                         | 2000, 1. Runde                                 |

| 100,88 | Raymond van Barneveld | 2002 |
| 97,96  | Raymond van Barneveld | 2004 |
| 97,62  | Raymond van Barneveld | 2003 |
| 97,49  | Raymond van Barneveld | 2005 |
| 97,42  | Glen Durrant          | 2015 |

## Damenturnier
Die Frauen-Weltmeisterschaft wurde erstmals 2001 im Lakeside Country Club ausgetragen. Trina Gulliver hat seitdem zehn Weltmeistertitel errungen. Ihr siebter Titel im Jahr 2007 brachte ihr einen Rekord bei der BDO ein; insgesamt hatte sie 20 Spiele gewonnen. Sie verlor zudem in der Geschichte des Turniers nur vier Sätze – jeweils einen im Finale 2001, 2002 und 2007 und einen im Viertelfinale 2003. Sie schaffte dabei eine lange Serie von 13 aufeinanderfolgenden Spielen ohne einen einzigen Satzverlust, die im Halbfinale von 2003 begann und im Finale von 2007 endete.
2008 gewann die Russin Anastasia Dobromyslova den Titel und war neben Trina Gulliver die erste Spielerin, die den Titel holte. Nach ihrem Auftritt beim Grand Slam of Darts im November 2008 trat Anastasia Dobromyslova der Professional Darts Corporation bei, verließ damit die BDO und konnte ihren Titel daher nicht verteidigen. 2009 vervollständigte die fünfmalige Zweitplatzierte Francis Hoenselaar das Double aus World Masters und World Championship, indem sie Gulliver im Finale mit 2:1 besiegte. 2012 gab es erstmals ein Finale ohne Gulliver, die im Halbfinale gegen die spätere Siegerin Dobromyslova verlor.

### Finalergebnisse
| Jahr | Siegerin (Average im Finale)   | Score | Zweitplatzierte (Average im Finale) | Preisgeld |
| ---- | ------------------------------ | ----- | ----------------------------------- | --------- |
| 2001 | Trina Gulliver (83,97)         | 2:1   | Mandy Solomons (79,11)              | £ 6.000   |
| 2002 | Trina Gulliver (84,36)         | 2:1   | Francis Hoenselaar (82,95)          | £ 8.000   |
| 2003 | Trina Gulliver (84,93)         | 2:0   | Anne Kirk (70,20)                   | £ 10.000  |
| 2004 | Trina Gulliver (87,03)         | 2:0   | Francis Hoenselaar (85,44)          | £ 10.000  |
| 2005 | Trina Gulliver (79,68)         | 2:0   | Francis Hoenselaar (73,89)          | £ 10.000  |
| 2006 | Trina Gulliver (73,80)         | 2:0   | Francis Hoenselaar (70,26)          | £ 12.000  |
| 2007 | Trina Gulliver (80,61)         | 2:1   | Francis Hoenselaar (79,23)          | £ 12.000  |
| 2008 | Anastasia Dobromyslova (81,54) | 2:0   | Trina Gulliver (71,64)              | £ 12.000  |
| 2009 | Francis Hoenselaar (77,39)     | 2:1   | Trina Gulliver (75,19)              | £ 12.000  |
| 2010 | Trina Gulliver (80,52)         | 2:0   | Rhian Edwards (68,25)               | £ 12.000  |
| 2011 | Trina Gulliver (73,95)         | 2:0   | Rhian Edwards (73,86)               | £ 16.000  |
| 2012 | Anastasia Dobromyslova (73,95) | 2:1   | Deta Hedman (74,13)                 | £ 16.000  |
| 2013 | Anastasia Dobromyslova (82,29) | 2:1   | Lisa Ashton (80,40)                 | £ 16.000  |
| 2014 | Lisa Ashton (84,81)            | 3:2   | Deta Hedman (77,79)                 | £ 29.000  |
| 2015 | Lisa Ashton (83,22)            | 3:1   | Fallon Sherrock (83,76)             | £ 29.000  |
| 2016 | Trina Gulliver (72,93)         | 3:2   | Deta Hedman (75,51)                 | £ 29.000  |
| 2017 | Lisa Ashton (81,81)            | 3:0   | Corrine Hammond (73,53)             | £ 29.000  |
| 2018 | Lisa Ashton (89,80)            | 3:1   | Anastasia Dobromyslova (81,83)      | £ 29.000  |
| 2019 | Mikuru Suzuki (90,12)          | 3:0   | Lorraine Winstanley (78,82)         | £ 29.000  |
| 2020 | Mikuru Suzuki (83,39)          | 3:0   | Lisa Ashton (85,00)                 | £ 26.500  |

### Statistiken

#### Finalisten
| Spieler                | Titel | Finalniederlagen |
| ---------------------- | ----- | ---------------- |
| Trina Gulliver         | 10    | 2                |
| Lisa Ashton            | 4     | 2                |
| Anastasia Dobromyslova | 3     | 1                |
| Mikuru Suzuki          | 2     | 0                |
| Francis Hoenselaar     | 1     | 5                |
| Deta Hedman            | 0     | 3                |
| Rhian Edwards          | 0     | 2                |
| Mandy Solomons         | 0     | 1                |
| Anne Kirk              | 0     | 1                |
| Fallon Sherrock        | 0     | 1                |
| Corrine Hammond        | 0     | 1                |
| Lorraine Winstanley    | 0     | 1                |

#### Averages
| Zehn höchste Averages in einem Spiel | Zehn höchste Averages in einem Spiel | Zehn höchste Averages in einem Spiel | Zehn höchste Averages in einem Spiel | Zehn höchste Averages in einem Spiel |
| Average                              | Spieler                              | Jahr, Runde                          | Gegner                               | Endergebnis                          |
| ------------------------------------ | ------------------------------------ | ------------------------------------ | ------------------------------------ | ------------------------------------ |
| 95,97                                | Trina Gulliver                       | 2006, Halbfinale                     | Clare Bywaters                       | 2:0                                  |
| 94,92                                | Trina Gulliver                       | 2001, Halbfinale                     | Crissy Manley                        | 2:0                                  |
| 90,24                                | Trina Gulliver                       | 2004, Halbfinale                     | Karin Krappen                        | 2:0                                  |
| 90,18                                | Lisa Ashton                          | 2015, Viertelfinale                  | Trina Gulliver                       | 2:0                                  |
| 90,12                                | Mikuru Suzuki                        | 2019, Finale                         | Lorraine Winstanley                  | 3:0                                  |
| 89,80                                | Lisa Ashton                          | 2018, Finale                         | Anastasia Dobromyslova               | 3:1                                  |
| 89,67                                | Fallon Sherrock                      | 2019, 1. Runde                       | Corrine Hammond                      | 2:0                                  |
| 87,30                                | Lisa Ashton                          | 2015, Halbfinale                     | Sharon Prins                         | 2:0                                  |
| 87,06                                | Lisa Ashton                          | 2017, 1. Runde                       | Sharon Prins                         | 2:0                                  |
| 87,03                                | Trina Gulliver                       | 2004, Finale                         | Francis Hoenselaar                   | 2:0                                  |

| Fünf höchste Averages einer Verliererin | Fünf höchste Averages einer Verliererin | Fünf höchste Averages einer Verliererin | Fünf höchste Averages einer Verliererin | Fünf höchste Averages einer Verliererin |
| Average                                 | Spieler                                 | Jahr, Runde                             | Gegner                                  | Result                                  |
| --------------------------------------- | --------------------------------------- | --------------------------------------- | --------------------------------------- | --------------------------------------- |
| 86,46                                   | Rhian Griffiths                         | 2017, 1. Runde                          | Anastasia Dobromyslova                  | 1:2                                     |
| 85,44                                   | Francis Hoenselaar                      | 2004, Finale                            | Trina Gulliver                          | 0:2                                     |
| 85,00                                   | Lisa Ashton                             | 2020, Finale                            | Mikuru Suzuki                           | 0:3                                     |
| 83,76                                   | Fallon Sherrock                         | 2015, Finale                            | Lisa Ashton                             | 1:3                                     |
| 82,95                                   | Francis Hoenselaar                      | 2002, Finale                            | Trina Gulliver                          | 1:2                                     |

| 89,45 | Trina Gulliver | 2001 |
| 88,11 | Trina Gulliver | 2004 |
| 85,61 | Lisa Ashton    | 2015 |
| 85,22 | Trina Gulliver | 2006 |
| 83,86 | Lisa Ashton    | 2017 |

## Juniorenturnier

### Finalergebnisse
| Jahr | Sieger (Average im Finale) | Sätze | Zweitplatzierter (Average im Finale) |
| ---- | -------------------------- | ----- | ------------------------------------ |
| 1986 | Mark Day                   | 3:1   | Lee Woodrow                          |
| 2015 | Colin Roelofs (76.41)      | 3:0   | Harry Ward (70.68)                   |
| 2016 | Joshua Richardson (75.09)  | 3:2   | Jordan Boyce (69.63)                 |
| 2017 | Justin van Tergouw (88.20) | 3:0   | Nathan Girvan (74.55)                |
| 2018 | Justin van Tergouw (93.04) | 3:1   | Killian Heffernan (82.29)            |
| 2019 | Leighton Bennett (86.65)   | 3:0   | Nathan Girvan (76.56)                |
| 2020 | Keane Barry (90.54)        | 3:0   | Leighton Bennett (84.24)             |

### Finalisten
| Spieler            | Titel | Finalniederlagen |
| ------------------ | ----- | ---------------- |
| Justin van Tergouw | 2     | 0                |
| Leighton Bennett   | 1     | 1                |
| Colin Roelofs      | 1     | 0                |
| Joshua Richardson  | 1     | 0                |
| Mark Day           | 1     | 0                |
| Keane Barry        | 1     | 0                |
| Nathan Girvan      | 0     | 2                |
| Harry Ward         | 0     | 1                |
| Jordan Boyce       | 0     | 1                |
| Killian Heffernan  | 0     | 1                |
| Lee Woodrow        | 0     | 1                |

## Rekorde
Da seit 1994 im Dartsport zwei Versionen der Weltmeisterschaft existieren, bezieht sich dieser Abschnitt lediglich auf die Erfolge in der BDO World Darts Championship.
- Meiste Titel: Eric Bristow – 5, Raymond van Barneveld – 4

- Die meisten Endspiele: Eric Bristow – 10, John Lowe – 8, Raymond van Barneveld – 6

- Die meisten Teilnahmen: Martin Adams – 26, John Lowe – 16, Eric Bristow – 16 (Lowe und Bristow verließen 1993 die BDO im Zuge der Abspaltung der World Darts Council [WDC]; Adams übertraf ihren Rekord schließlich 2010.)

- Jüngster Sieger: Jelle Klaasen – 21 Jahre und 90 Tage (2006)

- Jüngster Teilnehmer: Leighton Bennett – 14 Jahre und 4 Tage (2020)

- Ältester Sieger: Wayne Warren – 57 Jahre und 219 Tage (2020)